# Prvenstvo Hrvatske u dvoranskom hokeju 2000.
Prvenstvo Hrvatske u dvoranskom hokeju za 2000. je šesti put zaredom osvojio Marathon iz Zagreba. 

## Kvalifikacije za I. ligu
| mj | klub                                | ut | pob | ner | por | gol+ | gol- | bod |          |
| -- | ----------------------------------- | -- | --- | --- | --- | ---- | ---- | --- | -------- |
| 1. | Trnje (Zagreb)                      | 3  | 2   | 0   | 1   | 14   | 6    | 6   | I. liga  |
| 2. | Zagrebački hokejski centar (Zagreb) | 3  | 2   | 0   | 1   | 13   | 12   | 6   | I. liga  |
| 3. | Zagreb (Zagreb)                     | 3  | 2   | 0   | 1   | 11   | 14   | 6   | II. liga |
| 4. | Trešnjevka (Zagreb)                 | 3  | 0   | 0   | 3   | 4    | 10   | 0   | II. liga |

Poredak prve tri momčadi zbog istog broja bodova odlučen temeljem međusobne gol-razlike.

## I. liga

### Prvi dio
| mj | klub                                | ut | pob | ner | por | gol+ | gol- | bod |           |
| -- | ----------------------------------- | -- | --- | --- | --- | ---- | ---- | --- | --------- |
| 1. | Jedinstvo (Zagreb)                  | 7  | 6   | 1   | 0   | 59   | 21   | 18  | I. A liga |
| 2. | Zelina (Sveti Ivan Zelina)          | 7  | 5   | 1   | 1   | 82   | 34   | 16  | I. A liga |
| 3. | Mladost (Zagreb)                    | 7  | 5   | 0   | 2   | 41   | 19   | 15  | I. A liga |
| 4. | Marathon (Zagreb)                   | 7  | 5   | 0   | 2   | 60   | 31   | 15  | I. A liga |
| 5. | Concordia (Zagreb)                  | 7  | 2   | 1   | 4   | 31   | 55   | 7   | I. B liga |
| 6. | Zagrebački hokejski centar (Zagreb) | 7  | 2   | 1   | 4   | 20   | 55   | 7   | I. B liga |
| 7. | Atom (Zagreb)                       | 7  | 1   | 0   | 6   | 13   | 51   | 3   | I. B liga |
| 8. | Trnje (Zagreb)                      | 7  | 0   | 0   | 7   | 13   | 53   | 0   | I. B liga |

### I. A liga
| mj | klub                       | ut | pob | ner | por | gol+ | gol- | bod |
| -- | -------------------------- | -- | --- | --- | --- | ---- | ---- | --- |
| 1. | Marathon (Zagreb)          | 9  | 7   | 0   | 2   | 59   | 37   | 21  |
| 2. | Zelina (Sveti Ivan Zelina) | 9  | 6   | 0   | 3   | 52   | 43   | 18  |
| 3. | Mladost (Zagreb)           | 9  | 2   | 1   | 6   | 32   | 46   | 7   |
| 4. | Jedinstvo (Zagreb)         | 9  | 2   | 1   | 6   | 35   | 52   | 7   |

### I. B liga
| mj | klub                                | ut | pob | ner | por | gol+ | gol- | bod |
| -- | ----------------------------------- | -- | --- | --- | --- | ---- | ---- | --- |
| 1. | Concordia (Zagreb)                  | 6  | 5   | 1   | 0   | 37   | 17   | 16  |
| 2. | Atom (Zagreb)                       | 6  | 3   | 0   | 3   | 29   | 25   | 9   |
| 3. | Zagrebački hokejski centar (Zagreb) | 6  | 3   | 0   | 3   | 24   | 24   | 9   |
| 4. | Trnje (Zagreb)                      | 6  | 0   | 1   | 5   | 12   | 36   | 1   |

## II. liga
| mj | klub                   | ut | pob | ner | por | gol+ | gol- | bod |
| -- | ---------------------- | -- | --- | --- | --- | ---- | ---- | --- |
| 1. | Zagreb (Zagreb)        | 8  | 7   | 1   | 0   | 50   | 17   | 22  |
| 2. | Trešnjevka (Zagreb)    | 8  | 5   | 1   | 2   | 34   | 17   | 16  |
| 3. | Akademičar (Zagreb)    | 8  | 3   | 0   | 5   | 42   | 47   | 9   |
| 4. | Srednjoškolac (Zagreb) | 8  | 3   | 0   | 5   | 31   | 50   | 9   |
| 5. | Instalo - AS (Zagreb)  | 8  | 1   | 0   | 7   | 17   | 43   | 3   |